# Damme (België)
Damme is een stad in de Belgische provincie West-Vlaanderen. Het stadje op 5 km van Brugge is een toeristische trekpleister met veel oude gebouwen die refereren aan de middeleeuwse bloeitijd, toen Damme de voorhaven was van Brugge en Gent. Damme zelf telt zo'n 500 inwoners; deelgemeenten inbegrepen telt Damme ruim 11.000 inwoners, die Dammenaars worden genoemd.
De stad profileert zich sinds een aantal jaren als boekenstad.

## Etymologie
Damme verwijst naar de afdamming van het Zwin. De oudste vermelding dateert van 1180. Later werd dat Hendamn dat in 1217 evolueerde tot Hondsdam. Vermoedelijk kwam het voorvoegsel af van Honte, een modderige zeearm, het Zwin. In de 14e eeuw ontwikkelde zich dan de legende dat er, alvorens de stad te kunnen stichten, eerst een duivelse hond moest worden verjaagd.

## Geschiedenis

### Ontstaan
Damme dankt haar naam en bestaan aan de afdamming van het Zwin. Nu ligt dat getijdengebied op 20 km van Damme, maar door de storm van 1134 kwam de zee-geul bijna tot in Brugge. Aan het Zwin ontstond een voorloper van Damme, de haven van Litterswerve. Rond 1160 stelde graaf Diederik van Elzas de tollen vast die Keulse handelaars moesten betalen. Kort nadien lieten Brugge en graaf Filips van de Elzas het Zwin afdammen waar de getijdengeul onbevaarbaar werd voor de grotere schepen. Op de dam werden de goederen overgeladen op binnenschepen, die af en aan voeren naar Brugge via het Reiekanaal. Achter de dam ontstond een nieuwe woonkern. De burgers van ten Damme werden het eerst vernoemd in 1180; kort voordien kregen ze stadsrechten. Damme was een van de havensteden die door de Vlaamse graven Diederik van de Elzas en Filips van de Elzas ter bevordering van het economische leven langs de Noordzeekust gesticht werden. Andere zijn Grevelingen, Mardijk, Duinkerke, Nieuwpoort en Biervliet.

### De Gouden Eeuw van Damme
In de 13de eeuw kende Damme een grote bloei. Daarvan getuigen de grote kerk in Scheldegotiek en het Sint-Janshospitaal, waar de talrijke arme vreemdelingen kort werden opgevangen. De bevolking steeg spectaculair, tot naar schatting meer dan 5.000 inwoners. In 1269 werd Damme ook de voorhaven van Gent door het graven van de Lieve. Het is geen toeval dat een nieuwsgierig man als Jacob van Maerlant zich in 1270 in de bedrijvige havenstad vestigde. Hij schreef er o.m. De naturen bloeme, de Rijmbijbel en Spiegel historeal.
Op 13 mei 1213 vond hier de Slag bij Damme plaats. Damme werd die dag in de as gelegd, maar zou al snel herrijzen. Eind 13de eeuw kende Damme haar grootste bloei en omvang. Nadat in 1297 Damme werd ingenomen door troepen van Filips de Schone, koning van Frankrijk en heroverd door Robrecht III, graaf van Vlaanderen, werd de eerste omwalling met zeven stadspoorten aangelegd.

### De verzanding van het Zwin
Door de inpoldering van de overstromingsvlakte op de rechteroever van het Zwin kon de zee bij storm de diepe geul minder uitschuren en verzandde de vaargeul. Tevergeefs bestreed Damme de verzanding door een spoelpolder aan te leggen: de Zeuge. Naarmate het Zwin verzandde verplaatste de overslag van zeeschepen op kleine binnenvaartschepen zich naar Sluis en verhuisden vele havenarbeiders. Toen Filips de Stoute ca. 1400 een tweede stadsversterking liet aanleggen, was deze dan ook één derde kleiner dan de eerste.
In juli 1385 veroverde Frans Ackerman de stad, maar werd zes weken lang zelf belegerd door het leger van de Franse koning Karel VI. De beloofde Engelse hulp kwam er niet, en Ackerman moest op zijn eentje het beleg doorbreken.
In de 15de eeuw was er een zekere relance, niet in het minst omdat Damme de stapel op wijn en haring bezat. Met een belasting op de haring werd de bouw van een nieuw stadhuis gefinancierd. Daar voltrok zich in 1468 het huwelijk tussen Karel de Stoute en Margaretha van York. Ook het voorname huis De Grote Sterre dateert van die tijd.
In 1446 werd het Nazarethklooster gesticht, een augustijnenklooster dat ondergeschikt was aan de Abdij van Zoetendale te Donk. Het begijnhof uit de 13de eeuw werd omgevormd tot klooster.

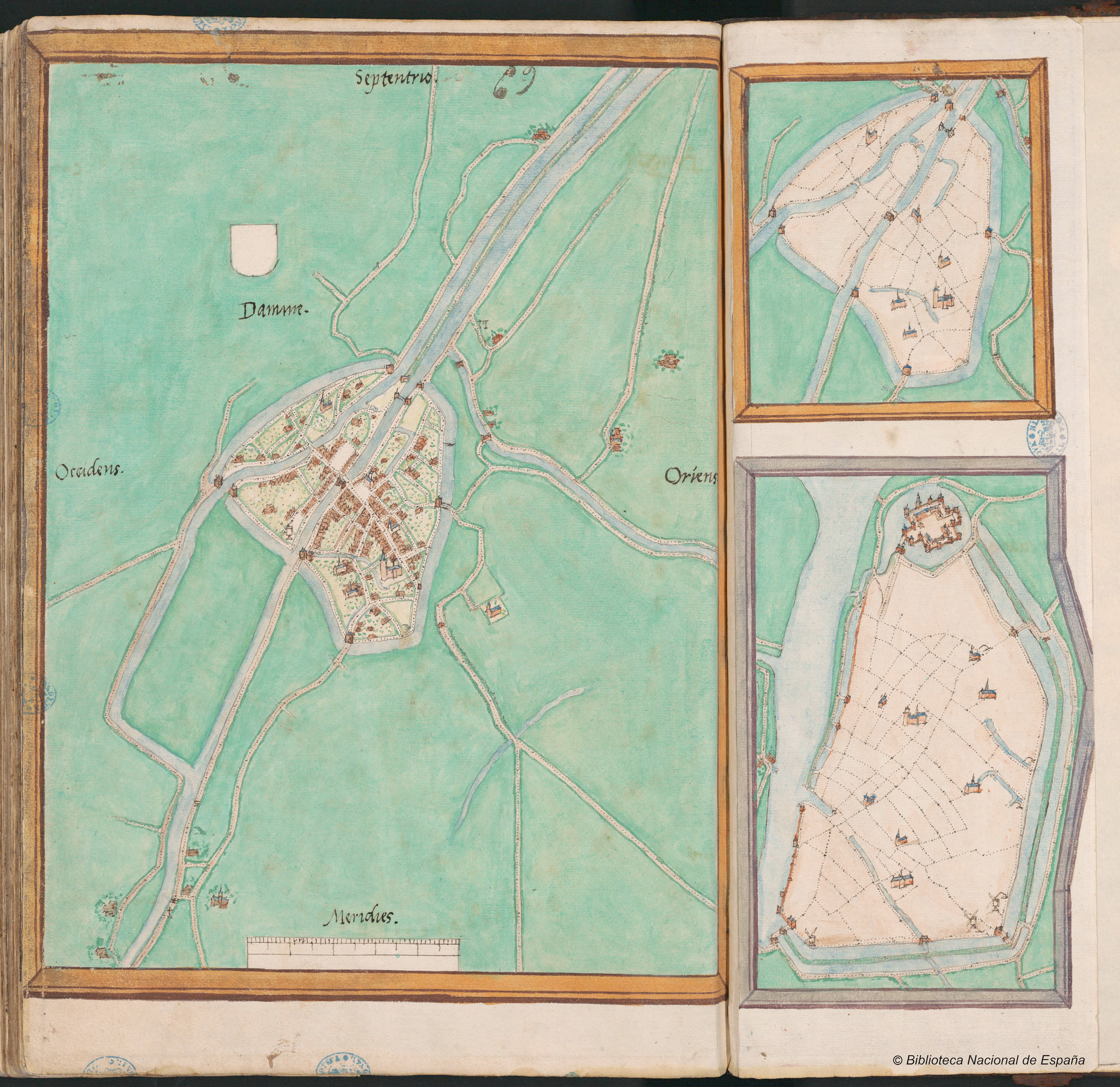
Damme met bijkaartjes rond 1560 door Jacob van Deventer

In de 16de eeuw was Damme een vervallen stadje. De bevolking was afgenomen van ongeveer 1150 zielen tot 80 gezinnen, waarvan er 25 armlastig waren. De twee toenmalige kerken (Onze-Lieve-Vrouwekerk en Sint-Catharinakerk) werden in 1572 door de geuzen geplunderd, waarbij de Sint-Catharinakerk zelfs geheel verwoest werd.

### Garnizoensstad
Tijdens het Twaalfjarig Bestand (1609-1621) werd Damme tot een vestingstad uitgebouwd als Spaansgezinde tegenhanger van de vesting Sluis die in Staatse handen was. Het was een belangrijke verdedigingsplaats met garnizoen tot de 19e eeuw. De vesting had een typisch stervormig grondplan gevormd door zeven bastions. Deze derde omwalling was nogmaals een derde kleiner dan de vorige. Hierdoor verdween het noordelijk deel van het stadje en was er in slechts twee stadspoorten voorzien: de Onze-Lieve-Vrouwepoort en de Sint-Antoniuspoort.

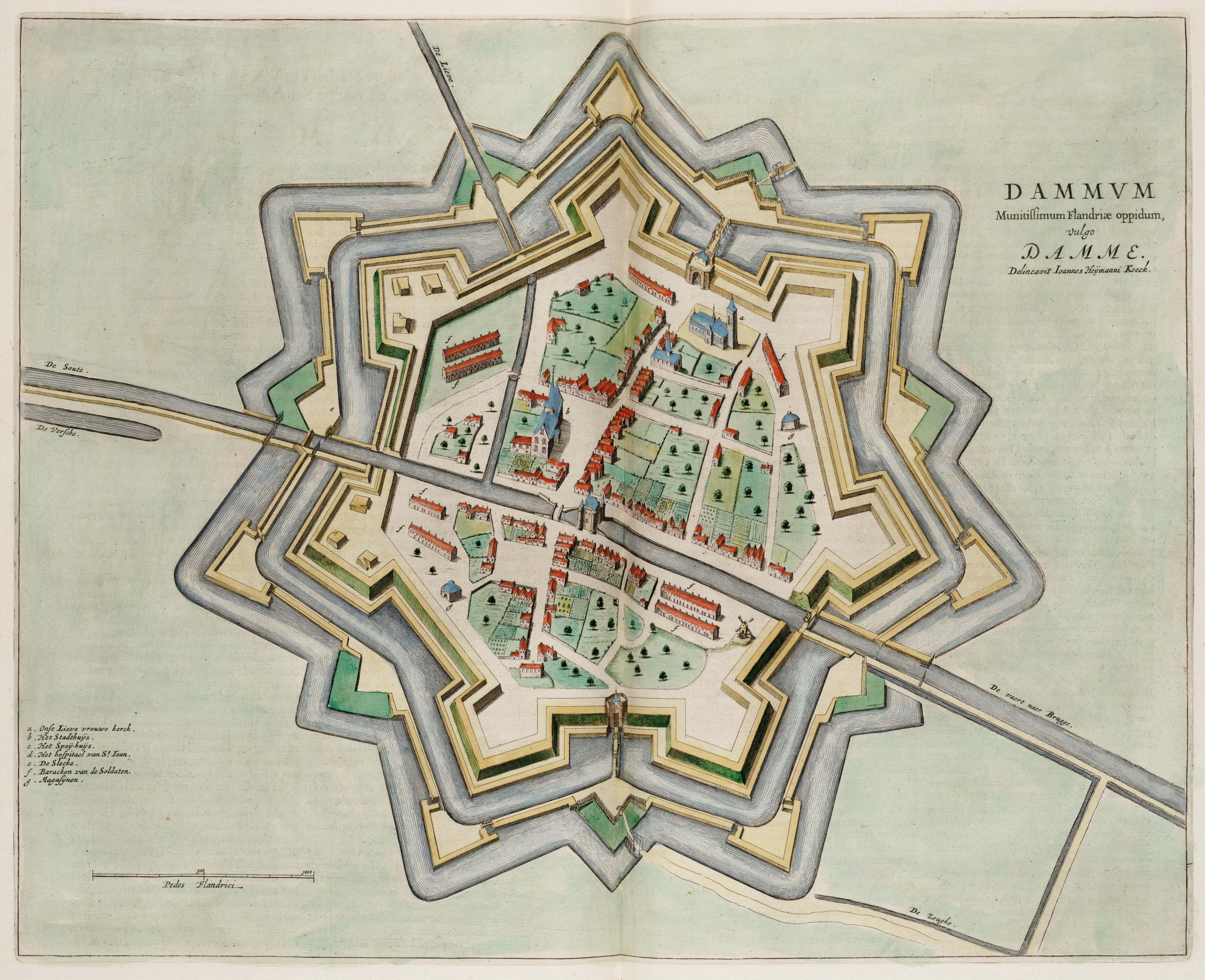
Damme in 1649 door J. Blaeu

De Spaanse Successieoorlog (1702-1713) noopte tot verdere uitbouw van de versterkingen: Het Verbrand Fort en het Fort van Damme werden aangelegd. In 1709 werd de vesting veroverd door Marlborough. Na 1713 werd het belang van de vesting minder en in 1715 werden de vestingwerken, in gevolge het Barrièretraktaat, deels geslecht. Tot 1760 bleef de vesting nog enigszins in gebruik. Het verlies van de functie van vestingstad deed het verval verder toenemen. Veel middeleeuwse gebouwen werden gesloopt, bruggen stortten in en vanaf 1782-1786 werd een deel van de vestingwerken openbaar verkocht.
Vanaf 1808 werd op initiatief van Napoleon de Damse Vaart gegraven. Het kanaal moest Brugge verbinden met Breskens aan de Westerschelde om de Noord-Franse havens met Antwerpen te verbinden. Het tracé liep door het noordelijk deel van de stad, maar de werken werden pas in 1819, onder Hollands bewind uitgevoerd. Met het vrijkomende zand werden de Reie, de Lieve en wat er over was van het Zwin gedempt.
In de tweede helft van de 19e eeuw en vooral in de 20e eeuw kwam het toerisme op als bestaansbron. Tussen de Wereldoorlogen kwamen er enige overnachtingsmogelijkheden. Op 2 oktober 1944 werd Damme bevrijd door onderdelen van het Canadese leger. Daarna ontwikkelde het toerisme zich verder, wat zich onder meer uitte in diverse horecagelegenheden, een bootverbinding met Brugge, restauratie van oude panden en dergelijke.

## Wapenschild
Het wapenschild van Damme is keel, een faas van zilver, geladen met een springende hond van sabel. De vlag en het wapenschild van de stad vinden hun oorsprong in een legende. Damme heette in sommige oude oorkondes Hondsdamme, dat eigenlijk van "honte" komt. Honte is een oud woord voor een modderig gebied aan een monding. Aan de verbastering tot "hond" werd achteraf een legende gehangen. De duivel zelf zou in de gedaante van een hond in Damme de bewoners heel wat schrik aangejaagd hebben. Na drie dagen vol gehuil ontstond er een storm die een bres in de dijk veroorzaakte. De dijkbouwers joegen op de hond, maakten hem af en stopten de bres dicht met het duivelse dier. De duivel en het oprukkende water waren verslagen, Damme was gered.

## Kernen
De gemeente telt naast Damme-centrum nog de deelgemeentes Hoeke, Lapscheure, Moerkerke, Oostkerke, Sijsele en het dorp Vivenkapelle dat in 1977 door Sint-Kruis werd afgestaan. Verder is er nog de kern Den Hoorn (Sint-Rita) in Moerkerke.
|          | Naam                              | Oppervlakte (km²) | Bevolking (31/12/2014) |
| -------- | --------------------------------- | ----------------- | ---------------------- |
| I        | Damme                             | 11,61             | 605                    |
| II       | Oostkerke                         | 17,52             | 641                    |
| III      | Hoeke                             | 4,32              | 135                    |
| IV       | Lapscheure                        | 13,35             | 350                    |
| V (VIII) | Moerkerke - Moerkerke - Den Hoorn | 22,86             | 3.326 2.241 1.085      |
| VI       | Sijsele                           | 16,89             | 5.204                  |
| VII      | Vivenkapelle                      | 3,07              | 628                    |

Damme, deelgemeenten en buurgemeenten. De gele gebieden zijn bebouwde kernen.

De gemeente Damme grenst aan de volgende dorpen en (deel)gemeenten:
| - a. Middelburg (gemeente Maldegem) - b. Maldegem, met gehucht Donk (gemeente Maldegem) - c. Oedelem (gemeente Beernem) - d. Sint-Kruis (stad Brugge) - e. Koolkerke (stad Brugge) - f. Dudzele (stad Brugge) - g. Ramskapelle (gemeente Knokke-Heist) - h. Westkapelle (gemeente Knokke-Heist) - i. Sluis (Nederland) |

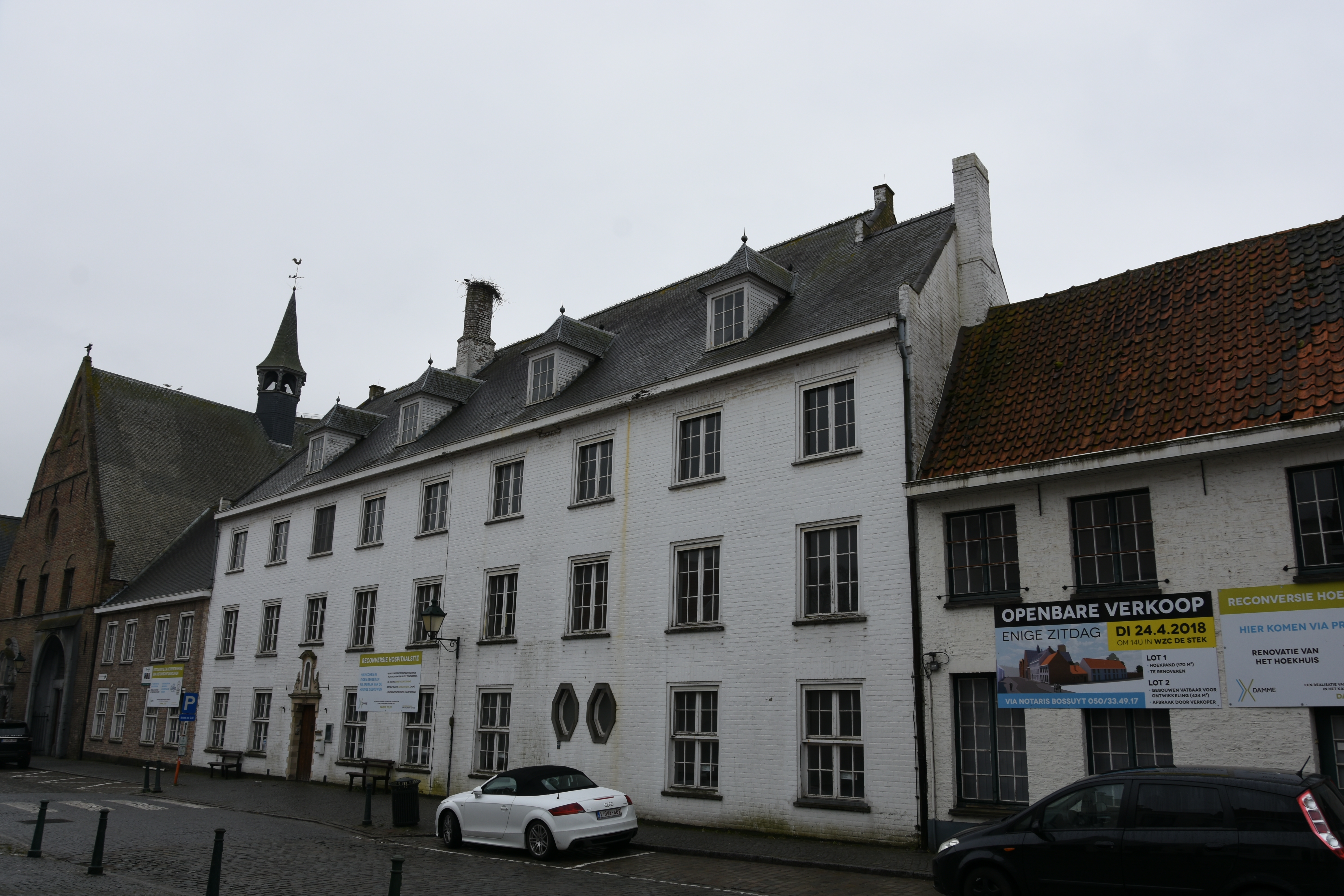
Sint-Janshospitaal

## Bezienswaardigheden
- Het middeleeuwse stadhuis, een mooi voorbeeld van Brabantse gotiek
- De middeleeuwse Onze-Lieve-Vrouw-Hemelvaartkerk met een complexe bouwgeschiedenis
- Het Sint-Janshospitaal, van oorsprong een middeleeuws hospitaal
- De Schellemolen, een windmolen
- Het standbeeld van Jacob van Maerlant voor het stadhuis. Hij ligt begraven in een blinde zerk in de Onze-Lieve-Vrouwekerk. Niet hij zou er onder liggen, alleen zijn lijk, zo redeneerde hij.[3]

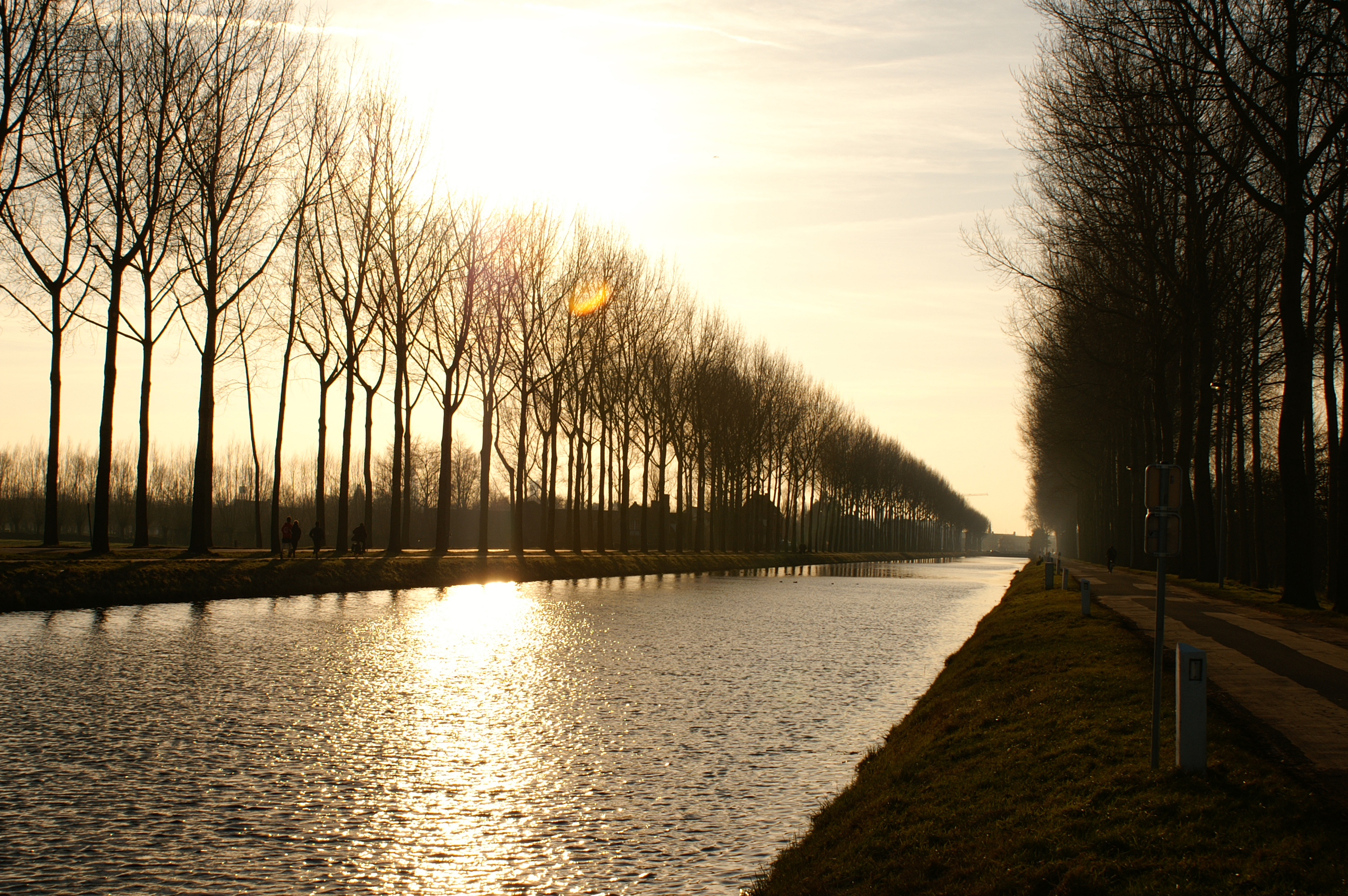
Damse Vaart (2006)

- De Stadswallen van Damme, resterende stadsomwalling en natuurgebied.
- De Damse Vaart, afgelijnd met bomen, verbindt Brugge met Damme en loopt verder naar Sluis. Het kanaal werd onder Napoleon en Willem I uitgegraven. De vaart heeft nu geen enkele economische betekenis meer. De boot Lamme Goedzak, naar een karakter uit de roman over Tijl Uilenspiegel, brengt toeristen van Brugge naar Damme. Wanneer de vaart in de winter dichtvriest, is het mogelijk van Brugge naar Sluis te schaatsen wat dan ook door vele toeristen wordt gedaan.
- Het Uilenspiegelmuseum brengt 5 eeuwen Uilenspiegel in beeld. Sinds de 17de eeuw heeft Damme een sterke Uilenspiegeltraditie. Als symbool van de Vlaamse volksziel, ontembare geus en fratsenmaker, dwaalde hij er met Nele en Lamme Goedzak rond. In het museum kan men aan de hand van kopieën van handschriften, 16de-eeuwse drukken, schilderijen, bibliofiele uitgaven, prenten, beeldhouwwerken, geplaatst in hun cultuurhistorische context, met deze verschillende gezichten van Uilenspiegel kennismaken.

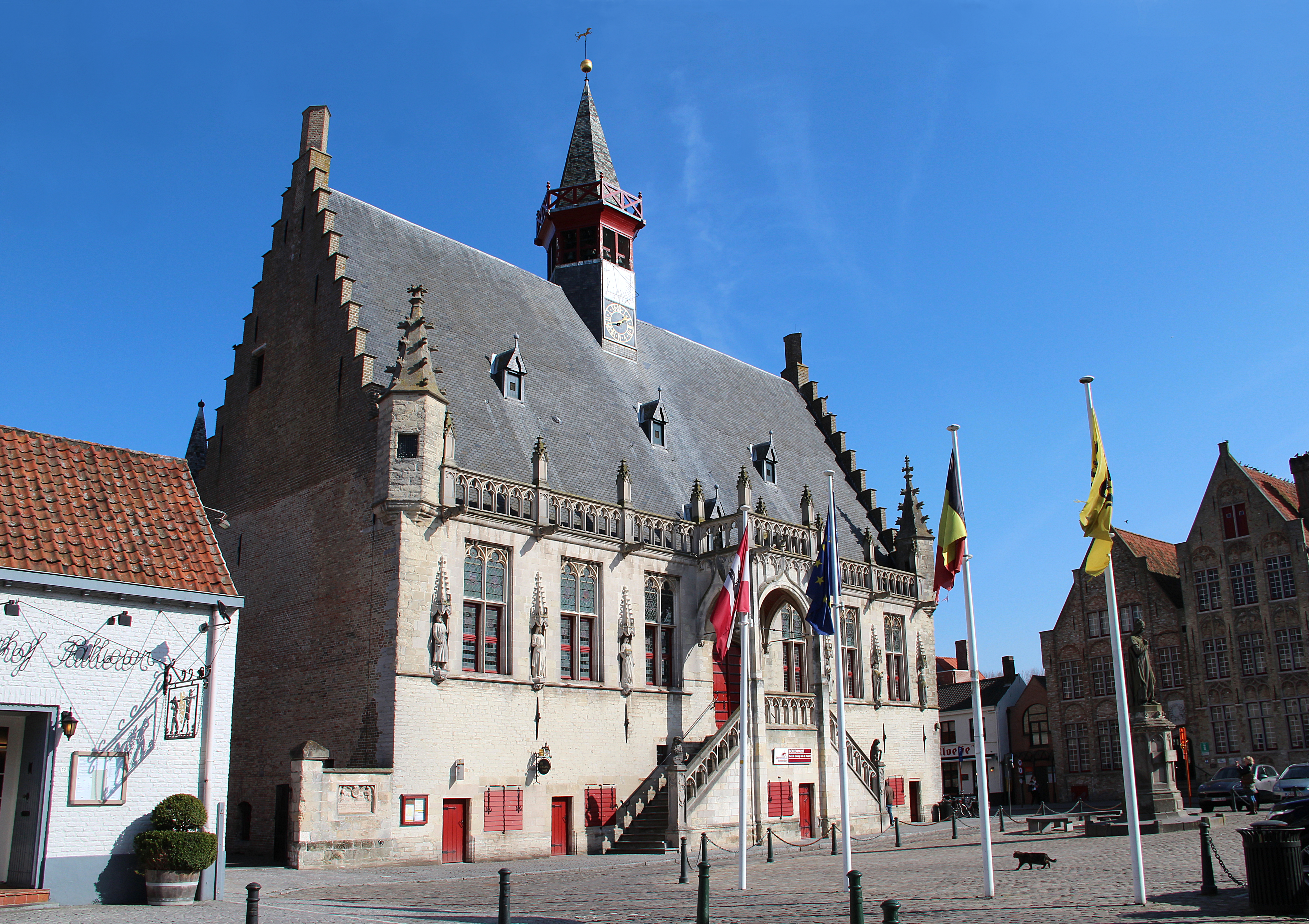
Het Stadhuis van Damme (15e eeuw)
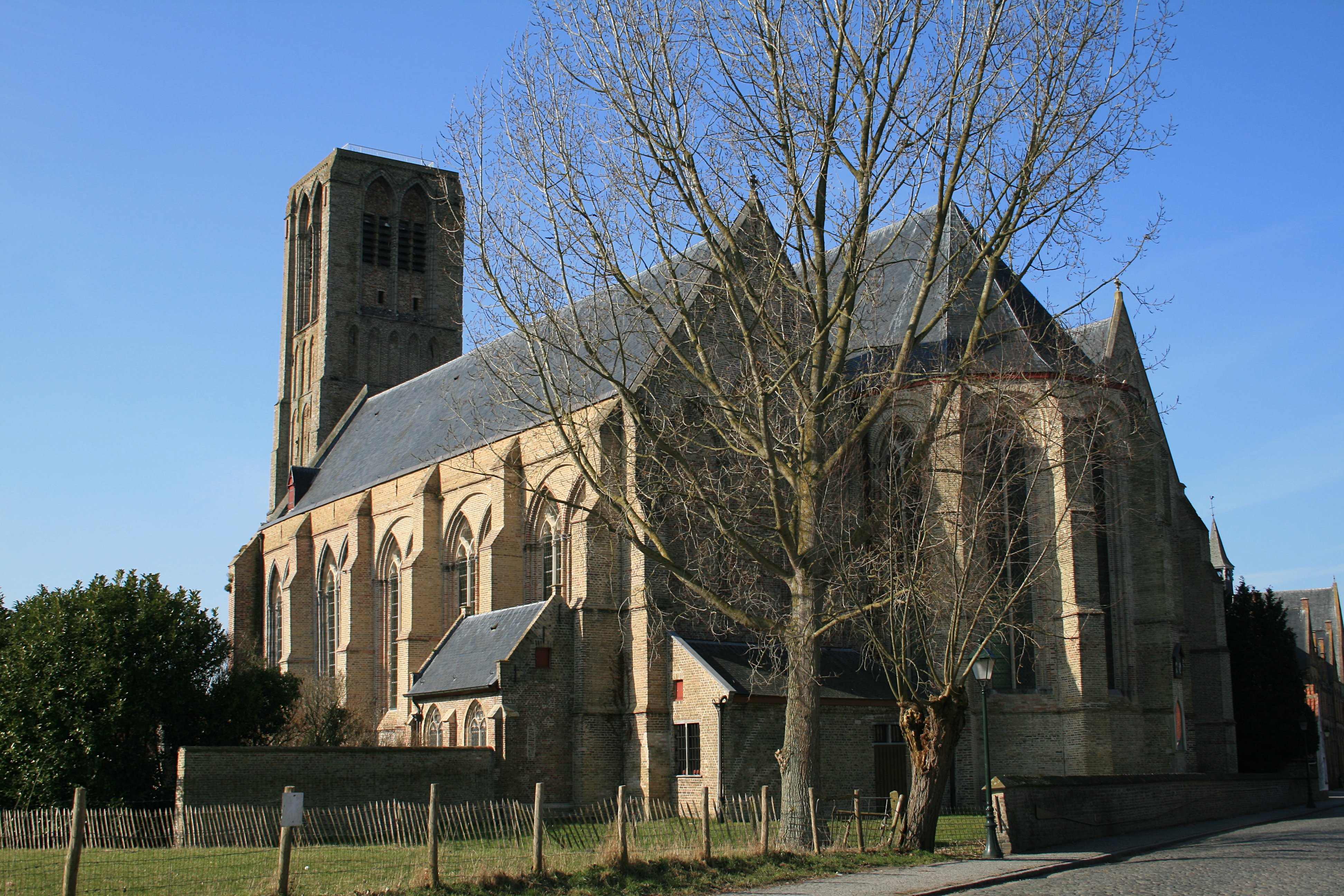
Onze Lieve Vrouw-Hemelvaartkerk
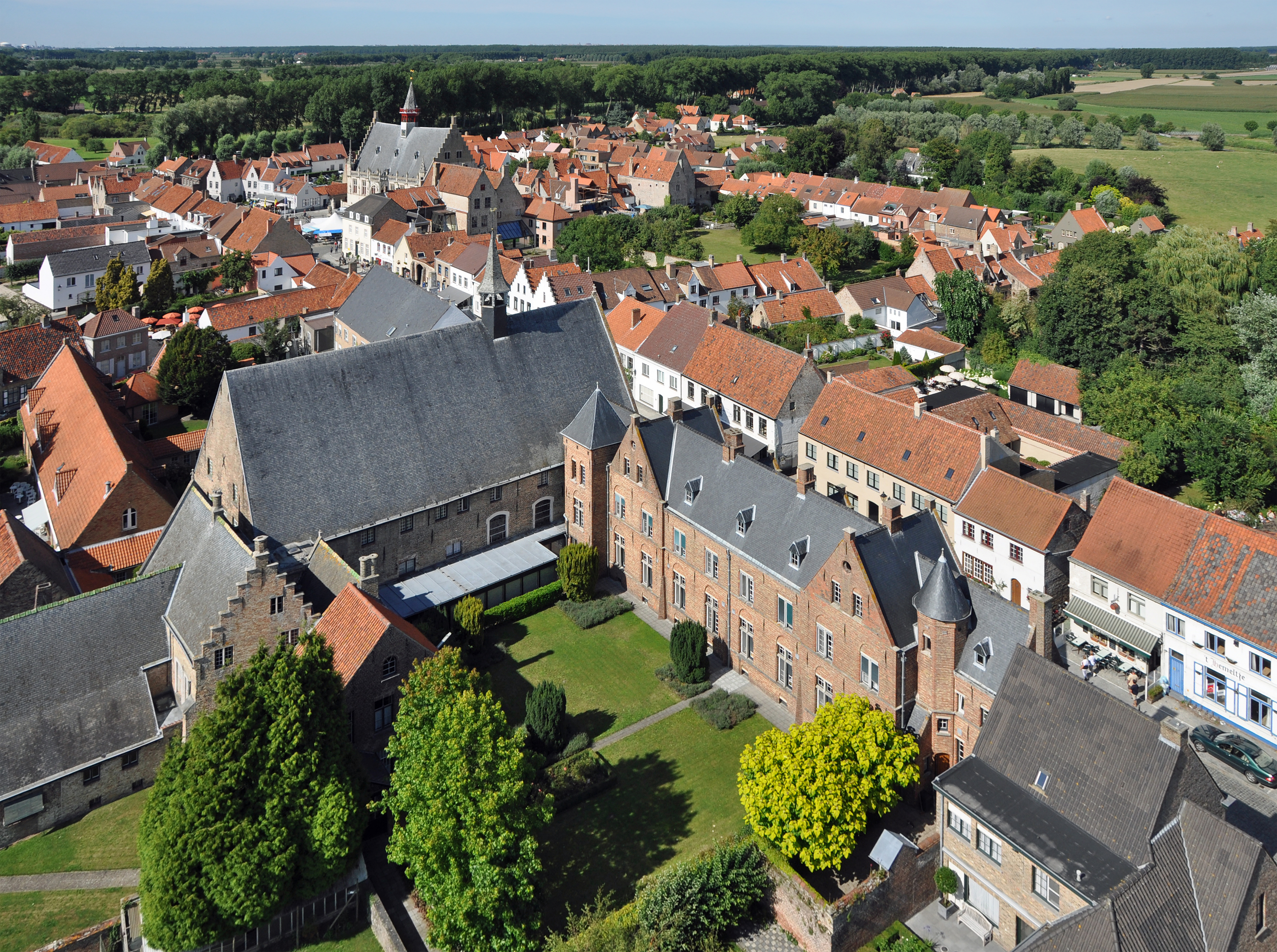
Damme: algemeen overzicht van op de toren van de Onze-Lieve-Vrouw-Hemelvaartkerk
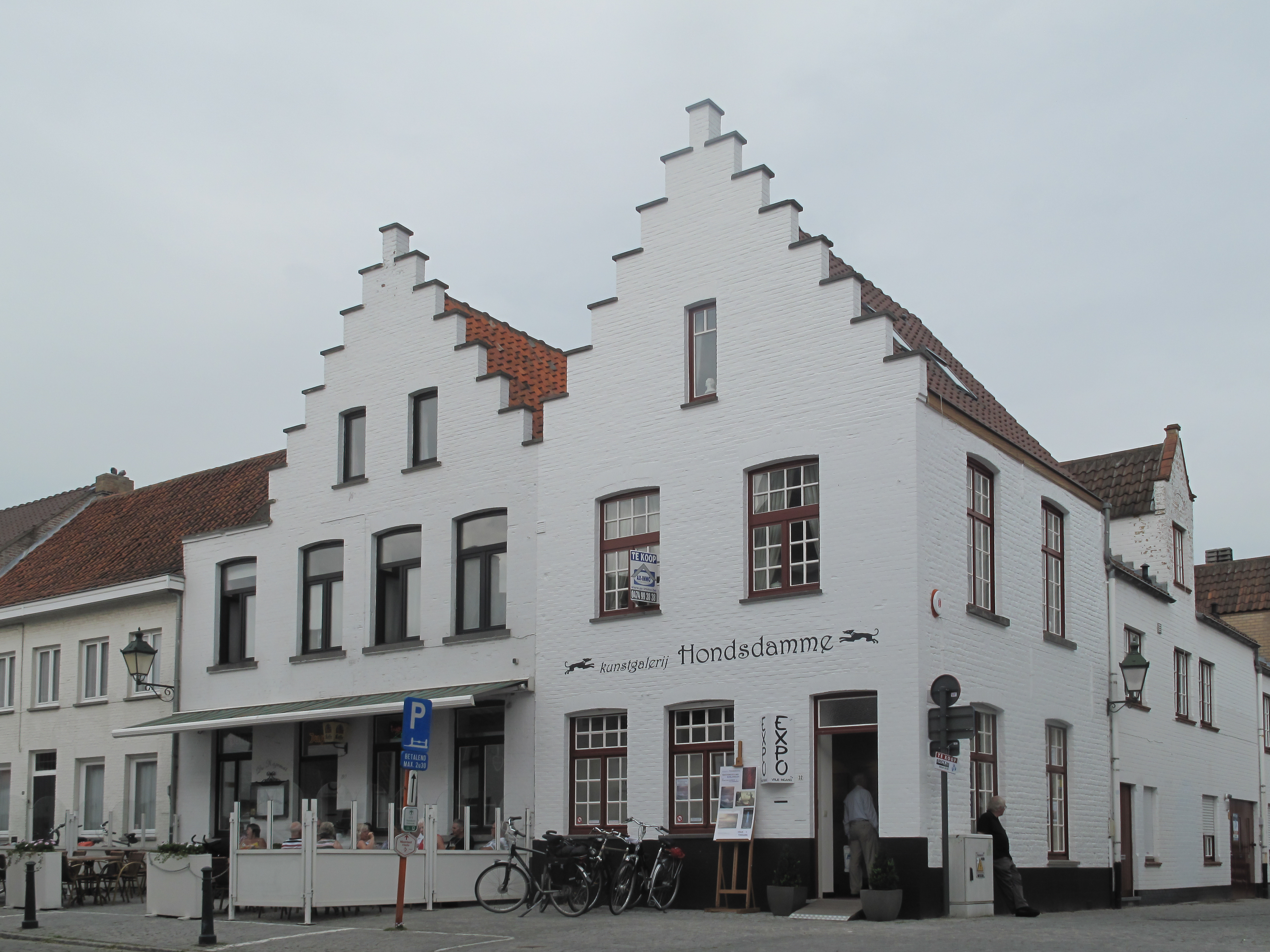
Kunstgalerij Hondsdamme
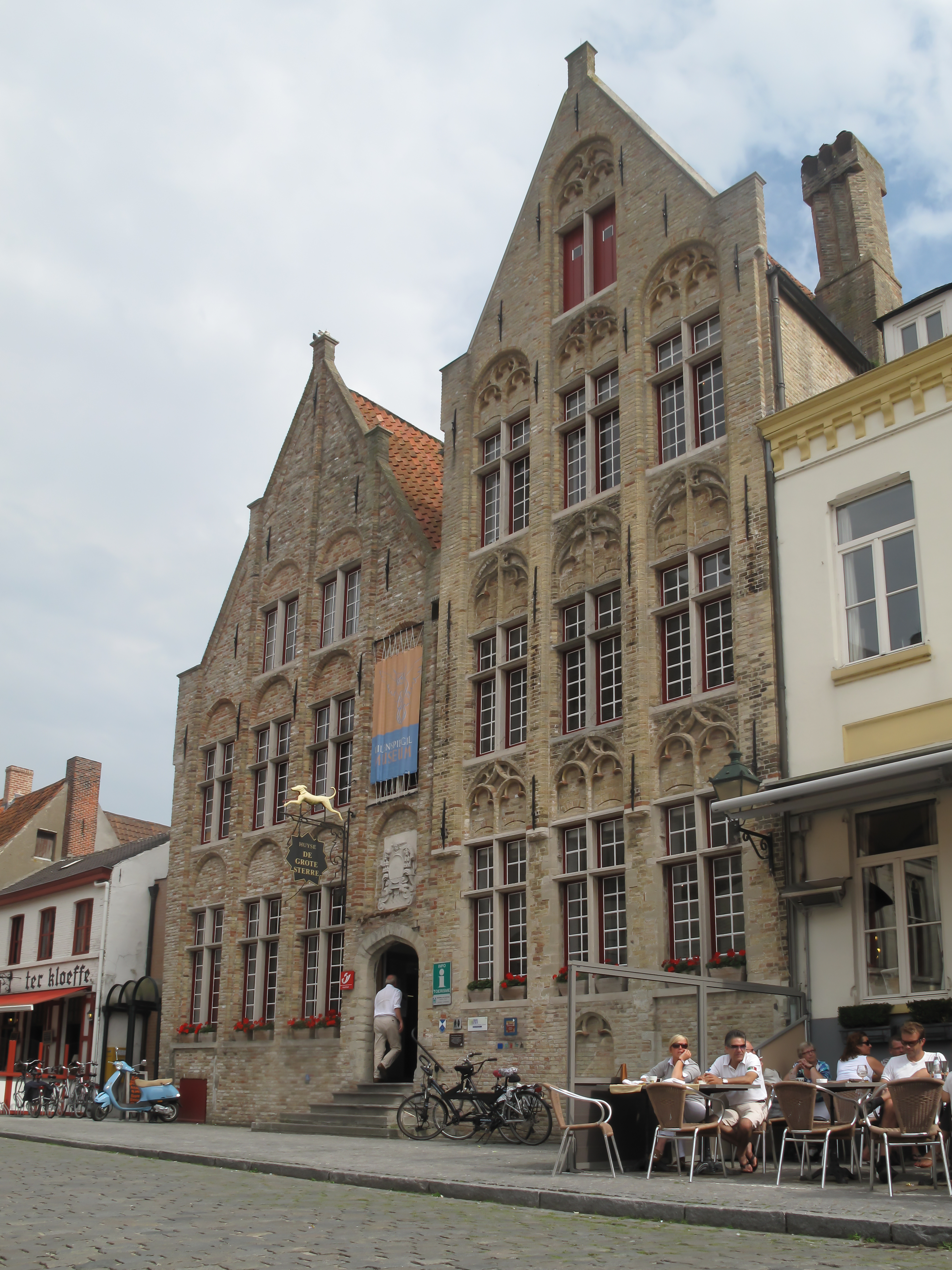
Huyse de Grote Sterre met toerismekantoor, Bezoekerscentrum Damme en de Zwinstreek en de Zwinstreek en het Uilenspiegelmuseum
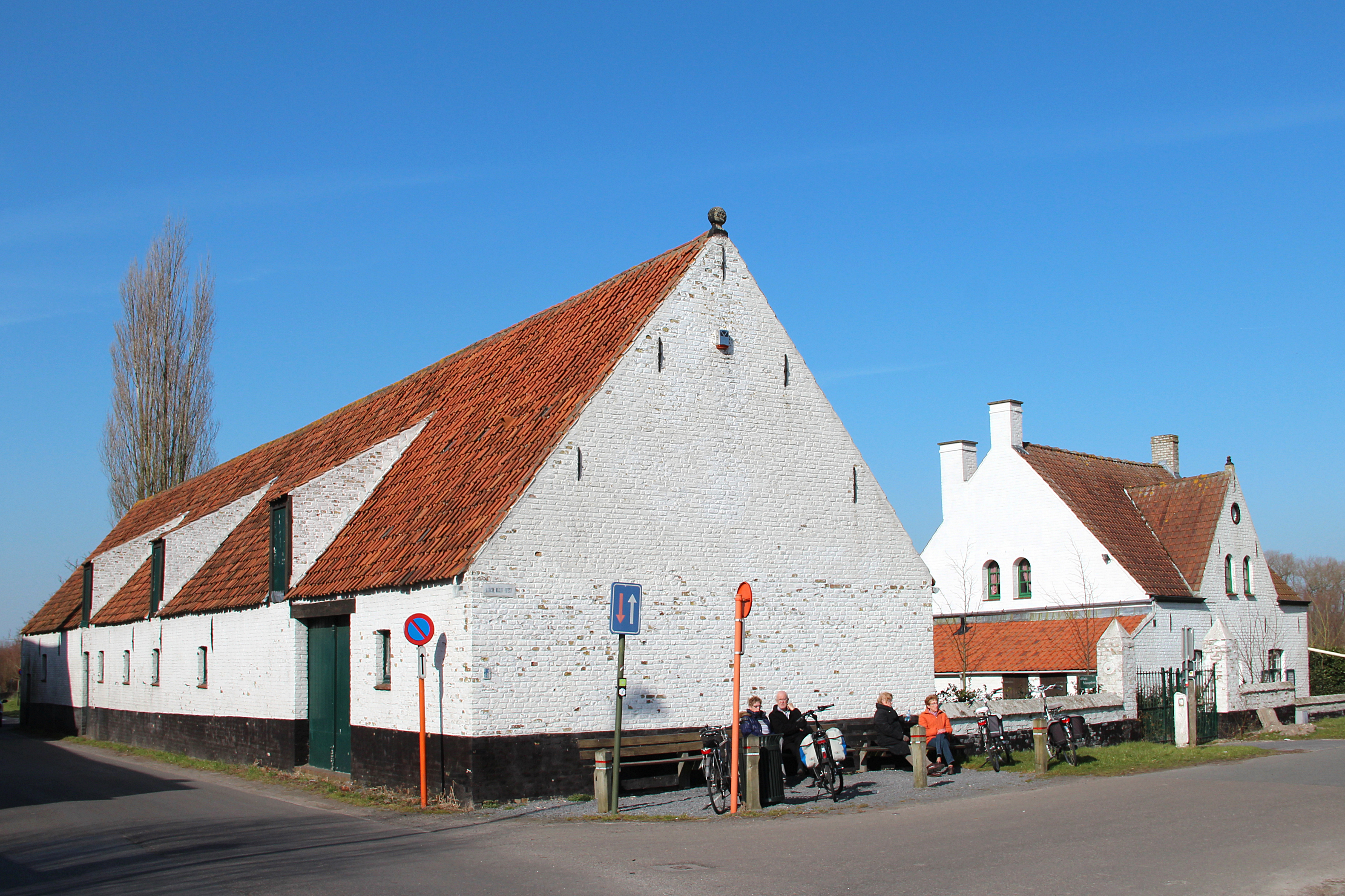
Hoeve d'Oude Schaapskooi
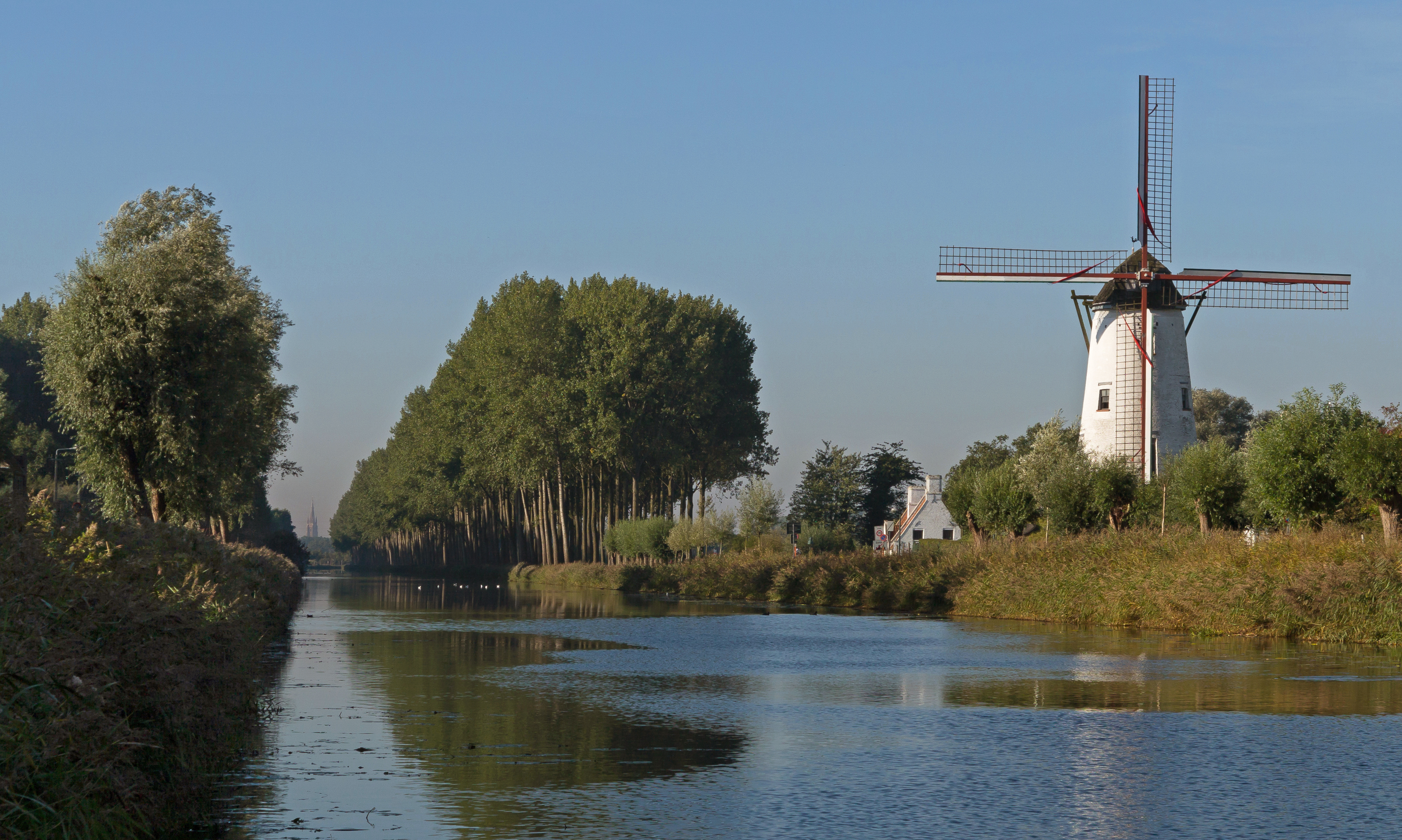
De Schellemolen aan de Damse Vaart
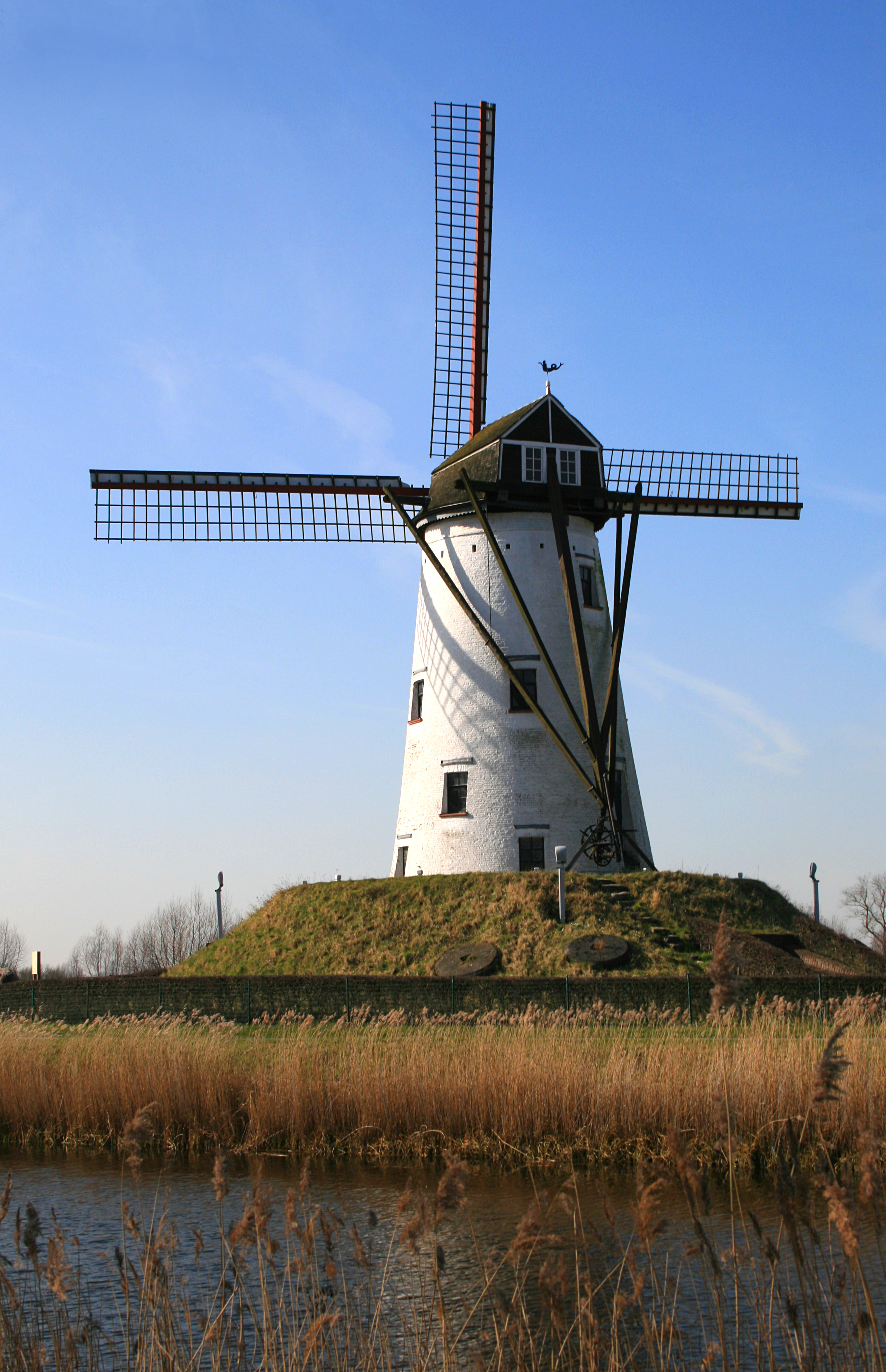
Schellemolen, ook bekend als Witte Molen of Dullaerts molen
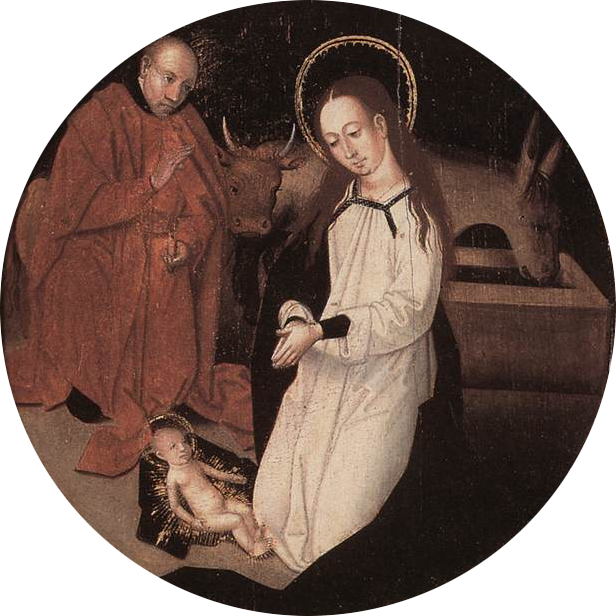
Kunstwerk uit het Sint-Janshospitaal

## Natuur en landschap
Damme is gelegen in het West-Vlaamse poldergebied op een hoogte van ongeveer 2,5 meter. Van belang is de Damse Vaart, met in het westen De Siphon, waar de parallel verlopende Schipdonkkanaal en Leopoldkanaal de Damse Vaart kruisen. Dan zijn er de Stadswallen van Damme en de natuurgebieden Romboutswerve en Verbrand Fort.

## Demografie

### Demografische ontwikkeling voor de fusie
- Bronnen:NIS, Opm:1831 tot en met 1970=volkstellingen; 1976 = inwoneraantal op 31 december

### Demografische ontwikkeling van de fusiegemeente
Alle historische gegevens hebben betrekking op de huidige gemeente, inclusief deelgemeenten, zoals ontstaan na de fusie van 1 januari 1977.
- Bronnen:NIS, Opm:1831 tot en met 1981=volkstellingen; 1990 en later= inwonertal op 1 januari

| Inwoners van jaar tot jaar op 1 januari 1992 tot heden | Inwoners van jaar tot jaar op 1 januari 1992 tot heden | Inwoners van jaar tot jaar op 1 januari 1992 tot heden |
| jaar                                                   | Aantal                                                 | Evolutie: 1992=index 100                               |
| ------------------------------------------------------ | ------------------------------------------------------ | ------------------------------------------------------ |
| 1992                                                   | 10.706                                                 | 100,0                                                  |
| 1993                                                   | 10.780                                                 | 100,7                                                  |
| 1994                                                   | 10.836                                                 | 101,2                                                  |
| 1995                                                   | 10.906                                                 | 101,9                                                  |
| 1996                                                   | 10.880                                                 | 101,6                                                  |
| 1997                                                   | 10.893                                                 | 101,7                                                  |
| 1998                                                   | 10.882                                                 | 101,6                                                  |
| 1999                                                   | 11.010                                                 | 102,8                                                  |
| 2000                                                   | 11.058                                                 | 103,3                                                  |
| 2001                                                   | 11.080                                                 | 103,5                                                  |
| 2002                                                   | 11.038                                                 | 103,1                                                  |
| 2003                                                   | 11.001                                                 | 102,8                                                  |
| 2004                                                   | 10.922                                                 | 102,0                                                  |
| 2005                                                   | 10.875                                                 | 101,6                                                  |
| 2006                                                   | 10.899                                                 | 101,8                                                  |
| 2007                                                   | 10.853                                                 | 101,4                                                  |
| 2008                                                   | 10.874                                                 | 101,6                                                  |
| 2009                                                   | 10.833                                                 | 101,2                                                  |
| 2010                                                   | 10.839                                                 | 101,2                                                  |
| 2011                                                   | 10.845                                                 | 101,3                                                  |
| 2012                                                   | 10.844                                                 | 101,3                                                  |
| 2013                                                   | 10.855                                                 | 101,4                                                  |
| 2014                                                   | 10.845                                                 | 101,3                                                  |
| 2015                                                   | 10.883                                                 | 101,7                                                  |
| 2016                                                   | 10.907                                                 | 101,9                                                  |
| 2017                                                   | 10.945                                                 | 102,2                                                  |
| 2018                                                   | 11.008                                                 | 102,8                                                  |
| 2019                                                   | 10.993                                                 | 102,7                                                  |
| 2020                                                   | 11.019                                                 | 102,9                                                  |
| 2021                                                   | 10.973                                                 | 102,5                                                  |
| 2022                                                   | 11.044                                                 | 103,2                                                  |
| 2023                                                   | 11.146                                                 | 104,1                                                  |
| 2024                                                   | 11.207                                                 | 104,7                                                  |
| 2025                                                   | 11.278                                                 | 105,3                                                  |

## Politiek

### Structuur
De burgemeester van Damme van 2001 tot 1 mei 2014 was Dirk Bisschop. Na diens overlijden bij een auto-ongeval werd hij opgevolgd door partijgenoot en eerste schepen Joachim Coens, die sindsdien burgemeester is.

#### 2013-2018
CD&V heeft de absolute meerderheid met 17 op 21 zetels.

#### 2019-2024
CD&V heeft de absolute meerderheid met 16 op 21 zetels.

#### 2024-heden
CD&V, dat opkwam onder de noemer CD&V Plus, heeft de absolute meerderheid met 15 op 21 zetels.

### Resultaten gemeenteraadsverkiezingen sinds 1976
| Partij               | Partij                                  | 10-10-1976 | 10-10-1976 | 10-10-1982 | 10-10-1982 | 9-10-1988 | 9-10-1988 | 9-10-1994 | 9-10-1994 | 8-10-2000 | 8-10-2000 | 8-10-2006 | 8-10-2006 | 14-10-2012 | 14-10-2012 | 14-10-2018 | 14-10-2018 | 13-10-2024 | 13-10-2024 |  |
| Stemmen / Zetels     | Stemmen / Zetels                        | %          | 21         | %          | 21         | %         | 21        | %         | 21        | %         | 21        | %         | 21        | %          | 21         | %          | 21         | %          | 21         |  |
| -------------------- | --------------------------------------- | ---------- | ---------- | ---------- | ---------- | --------- | --------- | --------- | --------- | --------- | --------- | --------- | --------- | ---------- | ---------- | ---------- | ---------- | ---------- | ---------- |  |
|                      | CVP1 / CD&V2 / CD&V+3/CD&V Plus4        | 66,361     | 17         | 57,71      | 12         | 56,181    | 13        | 64,431    | 17        | 64,041    | 15        | 69,32     | 16        | 69,292     | 17         | 67,83      | 16         | 58,74      | 15         |  |
|                      | OK-VLD1 / SAMENB / Open Vld2            | -          |            | -          |            | -         |           | 16,871    | 3         | 29,64B    | 6         | 22,54B    | 4         | 6,622      | 0          | 67,83      | 16         | 58,74      | 15         |  |
|                      | GBD1 / GBD-SPA / SAMENB                 | -          |            | 42,31      | 9          | 30,61     | 7         | 9,63A     | 1         | 29,64B    | 6         | 22,54B    | 4         | -          |            | -          |            | -          |            |  |
|                      | SP1 / GBD-SPA / SAMENB / Samen Sterker2 | 8,991      | 1          | -          |            | 9,71      | 1         | 9,63A     | 1         | 29,64B    | 6         | 22,54B    | 4         | 3,772      | 0          | -          |            | -          |            |  |
|                      | VU1 / N-VA2                             | 6,241      | 0          | -          |            | -         |           | 5,981     | 0         | -         |           | -         |           | 20,322     | 4          | 18,02      | 3          | 18,42      | 4          |  |
|                      | De Damse belangen                       | -          |            | -          |            | -         |           | -         |           | -         |           | -         |           | -          |            | 14,3       | 2          | 10,0       | 1          |  |
|                      | Vlaams Blok1 / Vlaams Belang2           | -          |            | -          |            | -         |           | 3,091     | -         |           |           | 6,32      | 1         | 1          | 0          | 8,172      | 0          | 8,7        | 1          |  |
|                      | Groen                                   | -          |            | -          |            | -         |           | -         |           | -         |           | -         |           | -          |            | -          |            | 4,2        | 0          |  |
|                      | OL                                      | 18,41      | 3          | -          |            | -         |           | -         |           | -         |           | -         |           | -          |            | -          |            | -          |            |  |
| Anderen(*)           | Anderen(*)                              | -          |            | -          |            | 3,51      | 0         | -         |           | -         |           | -         |           | -          |            | -          |            | -          |            |  |
| Totaal stemmen       | Totaal stemmen                          | 6725       | 6725       | 7233       | 7233       | 7586      | 7586      | 7774      | 7774      | 8022      | 8022      | 8278      | 8278      | 8236       | 8236       | 8160       | 8160       | 5619       | 5619       |  |
| Opkomst %            | Opkomst %                               |            |            |            |            | 97,83     | 97,83     | 95,06     | 95,06     | 94,53     | 94,53     | 96,19     | 96,19     | 94,13      | 94,13      | 93,1       | 93,1       | 63,2       | 63,2       |  |
| Blanco en ongeldig % | Blanco en ongeldig %                    | 1,77       | 1,77       | 3,87       | 3,87       | 3,56      | 3,56      | 3,7       | 3,7       | 4,19      | 4,19      | 3,84      | 3,84      | 3,72       | 3,72       | 4,5        | 4,5        | 1,1        | 1,1        |  |

De rode cijfers naast de gegevens duiden aan onder welke naam de partijen telkens bij een verkiezing opkwamen.
De zetels van de gevormde meerderheid staan vetjes afgedrukt. De grootste partij is in kleur.
(*) 1988: ONAFH.

## Toerisme

### Fietsroutes
- De stad ligt langs de Noordzeeroute van Den Helder naar Boulogne
- De Vlaanderen Fietsroute kronkelt ook door Damme
- De Riante Polderroute verbindt Damme met Knokke
- De Maerlantroute loopt via Moerkerke naar Lapscheure en het overzetbootje over de Damse Vaart. Vandaar gaat het naar Sluis, Aardenburg, Middelburg, Maldegem en terug
- De Beverhoutsroute loopt van Beernem naar Brugge

## Cultuur
- Campo Solar is een jaarlijks openluchtfestival te midden van een maïsveld in Damme, gedurende het eerste weekend van augustus. In 2018 won het gezellige festival de Gulden Lieve, de tweejaarlijkse cultuurprijs van de stad.
- In de roman van Charles de Coster (1867) wordt beweerd dat Tijl Uilenspiegel in Damme geboren zou zijn. Daarmee werd Damme tot een van de vele Tijl Uilenspiegelsteden.
- De roman Pastoor Poncke (1941) van Jan Eekhout speelt zich af in Damme.

## Stedenband
- Damme (Duitsland)